# Cordillera de la Concepción
Cordillera de la Concepción är en bergskedja i Argentina, på gränsen till Chile. Den ligger i den södra delen av landet, 1 900 km sydväst om huvudstaden Buenos Aires.
Trakten runt Cordillera de la Concepción är permanent täckt av is och snö. Trakten runt Cordillera de la Concepción är nära nog obefolkad, med mindre än två invånare per kvadratkilometer.